# Asilisaurus
Asilisaurus is een geslacht van uitgestorven reptielen uit de familie der Silesauridae, die nauw verwant waren aan de dinosauriërs. Het leefde ongeveer 240 miljoen jaar geleden tijdens het Midden-Trias, tien miljoen jaar eerder dan de eerste bekende dinosauriër.

## Typesoort
Het geslacht werd in 2010 benoemd en beschreven door een onderzoeksgroep van Sterling Nesbitt. De typesoort is Asilisaurus kongwe. De geslachtsnaam is afgeleid van het Swahili asili, 'voorouder'. De soortaanduiding betekent in het Swahili 'oeroud'. Het holotype NMT RB9, een stuk onderkaak, is in 2007 bij het dorp Litumba Ndyosi gevonden door Christian Sidor in de Mandabedden in het zuiden van Tanzania die stammen uit het Laat-Anisien en minstens 243 miljoen jaar oud zijn. Fragmentarische resten van veertien individuen zijn aangetroffen, de meeste in een stuk oude rivierbedding van tien meter lang en zes meter breed, die samen een goed beeld geven van het hele skelet. De paratypen zijn NMT RB10 tot en met RB21.

## Kenmerken
Asilisaurus was ongeveer anderhalve meter lang, inclusief zijn lange staart, en een halve meter hoog. Hij woog tussen de tien en dertig kilogram. De schedel is langwerpig en relatief klein. De punt van de onderkaak is spits en droeg vermoedelijk een hoornsnavel. De tanden zijn langwerpig maar niet naar achteren gebogen. Ze eindigen in een driehoekige punt en hebben een ronde doorsnede. Ze zijn met het kaakbeen vergroeid en missen een verdikking aan de tandbasis. De nek is tamelijk lang met matig verlengde halswervels. De romp is langgerekt. De staartbasis is zwaargebouwd maar naar achteren toe nemen de staartwervels snel in omvang af. De voorpoten zijn lichtgebouwd maar lang, zodat er in ieder geval bij het eten op gesteund kon worden. Asilisaurus liep wellicht op vier poten; van de onderarm en de handen is te weinig bewaard gebleven om te kunnen vaststellen of echte pronatie mogelijk was. Het bekken is lichtgebouwd met een kort darmbeen en ver naar voren uitstekende schaambeenderen. De achterpoten stonden recht onder het lichaam en het dier liep op zijn vijf tenen. De benen zijn elegant gebouwd met een smal kuitbeen maar veel sterker dan de voorpoten. Op basis van de tandvorm en de aanwezigheid van een snavel wordt gedacht dat het een omnivoor was die vooral planten at.

## Fylogenie
De beschrijvers hebben een kladistische analyse uitgevoerd, waaruit bleek dat Asilisaurus tot de Silesauridae behoorde, welke laatste groep het zustertaxon zou zijn van de Dinosauria binnen de Dinosauriformes. Binnen de Silesauridae staat Asilisaurus boven Lewisuchus in de stamboom, en onder Eucoelophysis. Aangezien Asilisaurus wel de oudste maar niet de meest basale silesauride was, betekent dit dat de stamlijn die naar de dinosauriërs voert, vroeger afgesplitst moet zijn dan tot nu toe werd vermoed. Asilisaurus was op het moment van zijn beschrijving, zoals de auteurs beklemtoonden, ook het oudste bekende lid van veelomvattender groepen: de Dinosauriformes, de Dinosauromorpha, de Ornithodira en de Panaves.
De uitkomst van de analyse is in strijd met een alternatieve hypothese dat de silesauriden dinosauriërs zouden zijn en wel basale Ornithischia. De aanpassing aan een plantenetende levenswijze lijkt dus apart geëvolueerd te zijn van gelijksoortige kenmerken bij de dinosauriërs. Beide groepen evolueerden dan op een eigen manier van hun vermoedelijk vleesetende voorouders, een geval van convergente evolutie; wel toonde een statistische analyse aan dat vaak dezelfde morfologische oplossingen ontwikkeld werden. Daarnaast werd de mogelijkheid aangestipt dat de laatste gemeenschappelijke voorouder van beide groepen zelf een omnivoor was.